# The Number Twelve Looks Like You
The Number Twelve looks Like You war eine US-amerikanische Mathcore-Band aus Bergen County, New Jersey, die im Jahr 2001 unter dem Namen End Ever gegründet wurde und sich 2010 wieder auflöste. Der Name ist einer Folge der TV-Serie Twilight Zone entliehen.

## Geschichte
Die Band wurde im Jahr 2001 von den Sängern Jesse Korman und Justin Pedrick, den Gitarristen Alexis Pareja und Jamie Mcilroy und Schlagzeuger Christopher „Chree“ Conger unter dem Namen End Ever gegründet. Nachdem sie ein Demo und ein paar weitere Lieder veröffentlicht hatten, kam Bassist Mike „Smoogs“ Smagula hinzu und die Band benannte sich in The Number Twelve Looks Like You um. Im Jahr 2003 erschien das Debütalbum Put On Your Rosy Red Glasses. Nachdem im Jahr 2004 Auftritte zusammen mit Ion Dissonance folgten, unterschrieb die Band einen Vertrag bei Eyeball Records, worüber im Januar 2005 die EP An Inch of Gold for an Inch of Time erschien, die in den Glass Studios in Paramus aufgenommen wurde. Der Veröffentlichung folgte im Sommer desselben Jahres das Album Nuclear. Sad. Nuclear. Daraufhin folgten Touren zusammen mit Through the Eyes of the Dead, Heavy Heavy Low Low und Yakuza. Währenddessen verließ Schlagzeuger Conger die Band und wurde durch Jon Karel ersetzt.
Vor den Arbeiten zum dritten Album verließ Bassist Smagula die Band und wurde durch Basser Chris Russell ersetzt. Nach den Aufnahmen folgten Auftritte zusammen mit GWAR, Every Time I Die, Shadows Fall und Darkest Hour. Das Album Mongrel erschien Anfang Juli 2007. Währenddessen verließ Gitarrist Mcilroy die Band und wurde nicht ersetzt. Im April 2009 schloss sich dann mit Worse Than Alone das letzte Album an. Im Januar 2010 spielte die Band ihr letztes Konzert.

## Stil
Die Band spielt anspruchsvollen und aggressiven Mathcore, wobei auch Einflüsse aus Grindcore, Metalcore und Jazz hörbar sind.

## Diskografie
- 2003: Put on Your Rosy Red Glasses (Album, Brutal Records)
- 2005: An Inch of Gold for an Inch of Time (EP, Eyeball Records)
- 2005: Nuclear. Sad. Nuclear. (Album, Eyeball Records)
- 2007: Mongrel (Album, Eyeball Records)
- 2007: The Number Twelve Looks Like You (EP, Eyeball Records)
- 2008: Here at the End of All Things (Kompilation, Eyeball Records)
- 2009: Worse Than Alone (Album, Eyeball Records)